# 雪村理子
雪村 理子（ゆきむら りこ）は日本の漫画家。主にティーンズラブの作品を描き続けている。

## 概要
20世紀末から21世紀初頭にかけて流行した10代の少女向けのティーンズラブ誌において連載した。一時期は看板作家としての地位を不動のものとし、雑誌の発行部数を伸ばす等、活躍した。その後、ティーンズラブ誌全体の発行部数の伸び悩みにより、休刊、廃刊が相次ぎ、徐々に掲載が減っていった。現在では過去の作品が再掲載される場合がある。主人公の相手役の男はたれ目が多い。2004年に手術を受けて以来、体調に気を遣っている。現在は作品の連載を不定期に行っており、同時にアシスタント業も行っている。

## 単行本
- はじめてなのにッ (光彩書房、2000年4月) ISBN 9784877750367
- カワイイって言われたい (光彩書房、2001年5月) ISBN 9784877750930
- 朝まで抱いてて (光彩書房、2002年5月25日) ISBN 9784877751630
- ベイビィベイビィ (光彩書房、2002年10月25日) ISBN 9784877751630
- 恋の魔法でキレイになる! (光彩書房、2002年12月25日) ISBN 9784860930295
- キモチとキッカケ (光彩書房、2003年6月27日) ISBN 9784860930295
- 恋愛革命sensual 2 (光彩書房、2003年9月11日) ISBN 9784860930554 ※アンソロジー
- 刺激的な恋しちゃお (光彩書房、2003年10月30日) ISBN 9784860930691
- 恋愛革命sensual 4 (光彩書房、2003年12月20日) ISBN 9784860930875 ※アンソロジー
- ゆーわく・略奪愛 (光彩書房、2004年1月20日) ISBN 9784860930929
- 恋愛革命sensual 5 (光彩書房、2004年2月20日) ISBN 9784860931049  ※アンソロジー
- TWIN・はあと 1 (光彩書房、2004年3月29日) ISBN 9784860931155
- 恋愛革命sensual 6 (光彩書房、2004年4月20日) ISBN 9784860931247  ※アンソロジー
- 恋愛革命sensual 7 (光彩書房、2004年6月21日) ISBN 9784860931391  ※アンソロジー
- BeMyダーリン (祥伝社、2005年1月28日) ISBN 9784396780012
- SWEET PAIN (祥伝社、2006年3月1日) ISBN 9784396780098
- あなたが特別! (祥伝社、2006年4月) ISBN 9784396780111
- アニバーサリー (祥伝社、2006年10月24日) ISBN 9784396780241
- まけない恋! (祥伝社、2006年12月20日) ISBN 9784396780289
- TWIN HEART (祥伝社、1～2巻、以後続刊、「TWIN・はあと」の再編集版・続編)

## 連載中の作品
現在はいずれも不定期連載
- ほんとうに怖い童話 (ぶんか社)
- TWIN HEART (掲載誌未定)
- 恋色オペレッタ (コミックハイ!)